# فحم عظمي
الفحم العظمي أو فحم حيواني (باللاتينية: carbo animalis) أي (الفحم الحيواني)، وتسمى أحيانا الأسود العاجي، هي مادة حبيبية مسامية سوداء، ناتجه من تفحم عظام الحيوانات. يختلف تكوينها حسب نشأتها. تتكون أساسا من فوسفات ثلاثي الكالسيوم
(أو هيدروكسيل الأباتيت) 57-80%، كربونات الكالسيوم 6-10% والكربون النشط 7-10%. تستخدم بشكل رئيسي للترشيح وإزالة الألوان من السوائل.